# アルコ&ピースのメガホン二郎
『アルコ&ピースのメガホン二郎』（アルコアンドピースのメガホンじろう）は、テレビ東京で2022年7月17日から2023年4月2日まで放送されていたバラエティ番組。アルコ&ピースの冠番組。

## 概要
「映画はとにかく大好きだけどその作り方まではよくわかっていない」というアルコ&ピースが、映画界の“すごい人たち”とのコネクションを作るべくトークや笑いでおもてなししようという番組。2022年6月に行われた『勇者ああああ』の番組イベントで開始が発表された。『勇者ああああ』と同様に、板川侑右がプロデューサーを担当する。

## 出演
MC
- アルコ&ピース（平子祐希・酒井健太）

ナレーション
- ロジャー（大自然）

## 放送リスト
| #  | 放送日   | 放送内容                                                                                            | ゲスト | 備考 |
| -- | -------- | --------------------------------------------------------------------------------------------------- | --- | --- |
| 1  | 7月17日  | 「映画みたいなネタですね」って言われたネタが本当に映画になるのか1回考えてみた                       | 松居大悟、ゾフィー（上田航平、サイトウナオキ）、斉藤正伸（ジャガモンド）                                                                     | |
| 2  | 7月24日  | 「映画みたいなネタですね」って言われたネタが本当に映画になるのか1回考えてみた                       | 松居大悟、ラブレターズ（塚本直毅、溜口佑太朗）、しずる（KAƵMA、村上純）、斉藤正伸（ジャガモンド）                                            | |
| 3  | 7月31日  | 「映画みたいなネタですね」って言われたネタが本当に映画になるのか1回考えてみた                       | 松居大悟、インポッシブル（えいじ、ひるちゃん）、虹の黄昏（かまぼこ体育館、野沢ダイブ禁止）、斉藤正伸（ジャガモンド）                         | |
| 4  | 8月7日   | ちょうどいい映画評論家枠＜次世代の有村昆＞を見つけるべく「キング・オブ・コン2022」を開催してみた    | 有村昆、しずる、みなみかわ、斉藤正伸（ジャガモンド）                                                                                         | |
| 5  | 8月14日  | ちょうどいい映画評論家枠＜次世代の有村昆＞を見つけるべく「キング・オブ・コン2022」を開催してみた    | 有村昆、しずる、みなみかわ、松居大悟 | 番組の後半は放送時間が余ったので、しずるの「映画みたいなネタ」を見る時間にあてることに。                                                                                                |
| 6  | 8月21日  | ゾンビ映画界の未来を担う人材を探すべく「ゾンビアクターNo.1決定戦」を開催してみた                    | 福田安佐子、みなみかわ、みちお（トム・ブラウン）、斉藤正伸（ジャガモンド）                                                                   | |
| 7  | 8月28日  | ゾンビ映画界の未来を担う人材を探すべく「ゾンビアクターNo.1決定戦」を開催してみた                    | 福田安佐子、みなみかわ、みちお（トム・ブラウン）、斉藤正伸（ジャガモンド）                                                                   | |
| 8  | 9月4日   | 第1回「映画芸人オーディション」を開催したらとびきりベテランが応募してきたので戦わせてみた           | 斉藤正伸（ジャガモンド）、中山功太、スギ。（インスタントジョンソン）、藤井ペイジ（飛石連休）、井川修司（イワイガワ）                         | |
| 9  | 9月11日  | 未来の映画界はおまかせ! 第1回CGクリエイター発掘コンペ                                               | 小倉以索、村上（マヂカルラブリー）、茨城絵美、清水良、伊藤広樹                                                                               | |
| 10 | 9月18日  | 翻訳者の実力を生で見てみたいのでいろんな映像に片っ端から字幕をいれてみた                            | チオキ真理、斉藤正伸（ジャガモンド） | |
| 11 | 9月25日  | 映画翻訳の可能性を広げる為に英語の教科書をドラマチックに翻訳してみた                                | チオキ真理、真空ジェシカ（川北茂澄、ガク）、サツマカワRPG、斉藤正伸（ジャガモンド）                                                          | |
| 12 | 10月2日  | ぱーてぃーちゃんpresents「男はつらいよ」4択クイズ大会                                               | 町あかり、ぱーてぃーちゃん（すがちゃん最高No.1、信子、金子きょんちぃ）、ゴジーラ久山、ヤマゲン（ネコニスズ）                                 | オールスター後夜祭'22秋と同時間で重なり、酒井はボックスに隠れていたが、平子は欠席。 |
| 13 | 10月9日  | 第1回デスゲーム「ちょっと待って下さいよ～」選手権                                                   | 山澤立樹、しずる、ウエストランド（河本太、井口浩之）、ケビンス（仁木恭平、山口コンボイ）                                                     | |
| 14 | 10月16日 | 第1回デスゲーム「ちょっと待って下さいよ～」選手権                                                   | 山澤立樹、しずる、ウエストランド（河本太、井口浩之）、ケビンス（仁木恭平、山口コンボイ）                                                     | |
| 15 | 10月23日 | 歌とダンスの力で見た事があるあれやこれやをドラマチックにしてみた 前編                               | 川崎悦子、溜口佑太朗（ラブレターズ）、長州小力                                                                                               | |
| 15 | 10月23日 | ベテランvs若手 映画大好き芸人が映画プレゼンで対決します                                             | スギ。（インスタントジョンソン）、斉藤正伸（ジャガモンド）                                                                                   | |
| 16 | 10月30日 | 歌とダンスの力で見た事があるあれやこれやをドラマチックにしてみた 後編                               | 川崎悦子、ラブレターズ | |
| 16 | 10月30日 | ベテランvs若手 映画大好き芸人が映画プレゼンで対決します                                             | 藤井ペイジ（飛石連休）、斉藤正伸（ジャガモンド）                                                                                             | |
| 17 | 11月6日  | 第2回「映画みたいなネタですね」って言われたネタが本当に映画になるのか1回考えてみた                  | 松井大悟、金の国（渡部おにぎり、桃沢健輔）、シンレンサイ（三戸キャップ。、KOTORI）                                                           | |
| 18 | 11月13日 | 第2回「映画みたいなネタですね」って言われたネタが本当に映画になるのか1回考えてみた                  | 松居大悟、スクールゾーン（橋本稜、俵山峻）、スーパーニュウニュウ（大将、ふるやいなや）                                                       | |
| 19 | 11月20日 | 「ローマの休日」の真実の口に手を噛まれたっていうあのくだり耐久チャレンジ                            | ロジャー（大自然）、ウエストランド、園山真希絵、スクールゾーン                                                                               | 2023年初旬に開催予定の番組イベントでやったら良い感じにハネそうな新企画をテレビで1回試しておく特別編を2週に渡って放送。またこの収録は、YouTubeで生配信された。 アーカイブ動画（YouTube） |
| 19 | 11月20日 | 「映画みたいなネタですね」って言われたネタが本当に映画になるのか1回考えてみた 〜スクールゾーン編〜  | ロジャー（大自然）、ウエストランド、園山真希絵、スクールゾーン                                                                               | 2023年初旬に開催予定の番組イベントでやったら良い感じにハネそうな新企画をテレビで1回試しておく特別編を2週に渡って放送。またこの収録は、YouTubeで生配信された。 アーカイブ動画（YouTube） |
| 20 | 11月27日 | シネマンション vs ベテラン芸人 映画プレゼン団体戦                                                   | ロジャー（大自然）、斉藤正伸（ジャガモンド）、RaMu、あんこ、スギ。（インスタントジョンソン）、藤井ペイジ（飛石連休）、井川修司（イワイガワ） | 2023年初旬に開催予定の番組イベントでやったら良い感じにハネそうな新企画をテレビで1回試しておく特別編を2週に渡って放送。またこの収録は、YouTubeで生配信された。 アーカイブ動画（YouTube） |
| 20 | 11月27日 | 見えたらジャッジメントデイ ターミネーターチャレンジ                                                 | ロジャー（大自然）、斉藤正伸（ジャガモンド）、RaMu、あんこ、スギ。（インスタントジョンソン）、藤井ペイジ（飛石連休）、井川修司（イワイガワ） | 2023年初旬に開催予定の番組イベントでやったら良い感じにハネそうな新企画をテレビで1回試しておく特別編を2週に渡って放送。またこの収録は、YouTubeで生配信された。 アーカイブ動画（YouTube） |
| 21 | 12月4日  | 日本を代表する新たなホラーキャラを生み出すべく「オリジナル最強モンスター選手権」を開催してみた 前編 | R-指定（Creepy Nuts）、トム・ブラウン、みなみかわ                                                                                            | |
| 21 | 12月4日  | ベテランvs若手 映画大好き芸人が映画プレゼンで対決します                                             | 井川修司（イワイガワ）、斉藤正伸（ジャガモンド）                                                                                             | |
| 22 | 12月11日 | 日本を代表する新たなホラーキャラを生み出すべく「オリジナル最強モンスター選手権」を開催してみた 後編 | R-指定（Creepy Nuts）、トム・ブラウン、みなみかわ、にたりひょん吉                                                                            | |
| 23 | 12月18日 | マジ映画と架空映画でプレゼン対決 見たくなるのはどっち?                                              | 街裏ぴんく、ななまがり（森下直人、初瀬悠太）、斉藤正伸（ジャガモンド）、RaMu、あんこ                                                         | |
| 24 | 12月25日 | 第1回スクールゾーン単独テレビ公演「つれづれ」                                                       | スクールゾーン | |

| #  | 放送日  | 放送内容                                               | ゲスト | 備考   |
| -- | ------- | ------------------------------------------------------ | --- | ------ |
| 25 | 1月8日  | 第1回デ・ニーロ・アプローチ王決定戦                    | 藏信貴、ななまがり、斉藤一平、古澤未来、大見拓土                                                                                      |        |
| 26 | 1月15日 | ホラーな雰囲気で芸能人のご自宅訪問!                    | 白石晃士、猫ひろし、松崎克俊 |        |
| 27 | 1月22日 | ホラー映画に新風を巻き起こせ 新しいビビらせ方研究会    | 白石晃士、ラブレターズ |        |
| 28 | 1月29日 | 映画逆張り王決定戦                                     | 有村昆、永野、高野正成（きしたかの）、村田大樹                                                                                        |        |
| 29 | 2月5日  | 映画逆張り王決定戦                                     | 有村昆、永野、高野正成（きしたかの）、村田大樹                                                                                        |        |
| 30 | 2月12日 | イベント開催記念! 番組のおいしい所だけ詰め合わせました | | 総集編 |
| 31 | 2月19日 | 大喜利好き芸人に騙されるな! 映画キャッチコピークイズ   | 佐藤潤一郎、ハチミツ二郎（東京ダイナマイト）、斉藤正伸（ジャガモンド）、Aマッソ（村上、加納）、きしたかの、都トム（高木払い、可児正） |        |
| 32 | 2月26日 | 『RRR』が整いました!                                   | 松本作、林田洋平（ザ・マミィ）、ロジャー（大自然）、ケビンス（仁木恭平、山口コンボイ）                                                |        |
| 33 | 3月5日  | ハリウッドスター感謝祭2023春                           | 奥森皐月、カステラ一番、マイコーりょう、フレイディ、スベリー杉田、悠伸                                                                |        |
| 34 | 3月12日 | ハリウッドスター感謝祭2023春                           | 奥森皐月、カステラ一番、マイコーりょう、フレイディ、スベリー杉田、悠伸                                                                |        |

## スタッフ
- ナレーション：ロジャー（大自然）
- 構成：福田卓也、高柳浩平、髙崎淳平
- TD：村上岳文
- VE：吉光雄斗
- 撮影：宮川量康
- VE：霜崎愛実
- 編集：菅原宏展、岡虎之介
- MA：志村哲央
- 音効：安原裕人、坂本陸弥
- 美術：椛田学、金森明日香
- メイク：渋谷紗矢香、大橋茉冬
- 技術協力：港家、grasp、ジーリンクスタジオ、テクノマックス
- アシスタントディレクター：人見裕司、外山瑛悟
- ディレクター：増田真也、尾谷亜貴崇/水口健司
- プロデューサー：石川剛、斎藤真希
- コンテンツプロデューサー：北島諒人
- クリエイティブビジネスプロデューサー：加瀬未奈
- 演出・プロデューサー：板川侑右
- 制作協力：NEXTEP
- 製作著作：テレビ東京

### 過去のスタッフ
- 協力：depth studio
- AD：勝部結衣、杉沢耀司、裏田碧、松元拳、八木秀之、鈴木柊吾、森本夏未
- D：西川裕之、花木現、御供聡史